# Лигети, Дьёрдь
Дьёрдь Ли́гети (полное имя Ligeti György Sándor, Дьёрдь Ша́ндор Ли́гети; 28 мая 1923, Дичёсентмартон — 12 июня 2006, Вена) — венгерский и австрийский композитор и музыковед. В течение жизни несколько раз менял стиль и технику композиции в диапазоне от электронной музыки и сонорики (1950-е и 1960-е годы) до неоромантизма (1980-е и 1990-е годы).

## Очерк биографии и творчества

### Ранние годы
Дьёрдь Лигети родился в Трансильвании, в городе Дичёсентмартон (ныне Тырнэвени), в еврейской семье Ауэр. Дед композитора Шома Ауэр был известным художником, расписывавшим церкви. Он умер во время работы, свалившись с настила. Его сын Шандор, отец Дьердя, вынужден был поступить на службу в банк. Был мобилизован, ранен, в госпитале познакомился с будущей женой, Илоной Шомоди, глазным врачом. Они переехали в Дичёсентмартон, где Шандор «венгеризировал» семейную фамилию Ауэр (от нем. Aue «луг»; Лигети — «луг» по-венгерски). Родным языком Дьёрдя был венгерский. В раннем детстве он знакомится с румынской и венгерской народной музыкой, которая в дальнейшем, наряду с сочинениями Бартока, оказала значительное влияние на его творчество. Когда ему было шесть лет, семья переехала в Клуж-Напоку, где он получил начальное музыкальное образование.
В 1941 году Лигети переехал в Будапешт. Первым его опубликованным произведением была песня «Кинерет» на стихи поэтессы Рахель Блувштейн в его собственном переводе с иврита (1942). В 1943 году, в связи с еврейским происхождением, его арестовали и привлекли к принудительным работам. В это же время его семья попала в Освенцим, в котором выжила лишь его мать (младший брат и отец погибли в концлагере Маутхаузен). В 1949 году, изучая записи в Институте фольклора в Бухаресте, Лигети вернулся к румынскому фольклору, вдохновившись которым написал в 1951 году «Румынский концерт» (рум. Concert românesc). Однако рамки соцреализма стесняли композитора, и многие из его оркестровых работ (например, «Тьма и свет» (венг. Sötét és világos) и оратория «Путешествие Иштар в Ад» (венг. Istar pokoljárása) так и не были завершены. Железный занавес лишил Лигети возможности контактировать с западными композиторами, а единственным источником прогрессивной музыки для него были радиопередачи.

### Бегство в Австрию
В 1956 году Лигети (вместе с женой) эмигрировал из Венгрии в Австрию, где в последующие годы преимущественно и жил (получил австрийское гражданство в 1968). В 1957 в Кёльне познакомился с композиторами-экспериментаторами Карлхайнцем Штокхаузеном и Готфридом Кёнигом, вместе с которыми работал в области академической электронной музыки. Однако спустя три года он потерял интерес к электронике и продолжил работу в области «акустической» инструментальной музыки.

### 1960-е
К 1961 году Лигети получил известность и признание в кругах западноевропейского авангарда благодаря таким произведениям, как «Виде́ния» (фр. Apparitions; 1959) и «Атмосферы» (фр. Atmosphères; 1961), в которых активно использовал сонорику и изобретённую им технику микрополифонии. Другими примечательными произведениями того периода являются «Симфоническая поэма для ста метрономов» (1962), абсурдистские «Приключения» (фр. Aventures; 1962) и «Новые приключения» (фр. Nouvelles Aventures; 1965).
C 1963 по 1965 годы Лигети создал одно из эпохальных произведений XX века — «Реквием». В 1966 году Лигети написал хоровую Lux Aeterna, в 1967 — пьесу «Отдаление» (итал. Lontano), а в 1969 — «Последствия» (англ. Ramifications).
После выхода фильма «Космическая одиссея 2001 года» (1968) Лигети обнаружил, что там использованы фрагменты его сочинений без какого-либо авторского разрешения. Это обстоятельство послужило причиной длительного разбирательства Лигети с режиссёром Стэнли Кубриком и кинокомпанией MGM.

### Позднее творчество
В 1977 Лигети написал оперу «Великий Мертвиарх» (фр. Le Grand Macabre, по одноимённой драме Мишеля Гельдерода), премьера которой состоялась в 1978 в Стокгольме. В опере (вслед за «Приключениями») композитор развивал идеи театра абсурда. В восьмидесятых годах композитор разрабатывал оригинальную ритмическую систему: одним из поворотных для его поэтики произведений стало «Трио для скрипки, валторны и фортепиано» (1982). К числу наиболее популярных и мастерских относятся фортепианные этюды: первый сборник этюдов (1986) был удостоен в США Премии Гравемайера. Пианист Джереми Денк писал, что «этюды являются венцом его [Лигети] карьеры и фортепианной литературы; хотя они ещё новы, они уже стали классикой». Среди последних произведений Лигети — «Гамбургский концерт» (нем. Hamburgisches Konzert), посвящённый немецкой валторнистке Марии Луизе Нойнекер, с которой Лигети активно сотрудничал в последние годы жизни.

### Музыковедческая деятельность
На протяжении жизни (первая публикация в 1949, последняя в 1993) писал статьи преимущественно о так называемой новой музыке (проблемы мелодики, формы, нотации, электронного синтеза звуков, применения компьютеров и т. п.), в которых особое внимание уделял сочинениям А. фон Веберна и (начиная с середины 1960-х годов) собственным композициям («Bemerkungen zu meinem Orchesterstück Apparitions» [1967], «Auswirkungen der elektronischen Musik auf mein kompositorisches Schaffen» [1968], «Rhapsodische, unausgewogene Gedanken über Musik, besonders über meine eigenen Kompositionen» [1993] и др. статьи).

### Семья
Жена — психиатр и психоаналитик Вера Лигети. Сын — австрийский и американский исполнитель на ударных инструментах Лукас Лигети (Lukas Ligeti, род. 1965), сотрудничал с джазовым музыкантом-авангардистом Дж. Зорном.

## Произведения

### Опера
- Великий Мертвиарх (Le Grand Macabre, 1975-77, вторая редакция 1996)

### Оркестровая музыка
- «Румынский концерт» (рум. Concert românesc; 1951)
- Apparitions (1958-59)
- Атмосферы (1961)
- Lontano (1967)
- Ramifications для струнного оркестра или 12 солирующих струнных (1968-69)
- Chamber Concerto, for 13 instrumentalists (1969-70)
- Melodien (1971)
- San Francisco Polyphony (1973-74)

### Концертные произведения
- Концерт для виолончели с оркестром (1966)
- Концерт для флейты и гобоя с оркестром (1972)
- Концерт для фортепиано с оркестром (1985-88)
- Концерт для скрипки с оркестром (1992, посвящён Сашко Гаврилоффу)
- Гамбургский концерт для валторны и камерного оркестра (1998-99, редакция 2003)

### Вокальные и хоровые произведения
- Idegen földön, Betlehemi királyok, Bujdosó, Húsvét, Magány, Magos kősziklának, (1946)
- Three Weöres Songs для голоса и фортепиано (1946-47)
- Arany Songs для голоса и фортепиано 1950
- Lakodalmas (1950)
- Hortobágy (1951)
- Haj, ifjuság (1952)
- Five Arany Songs для голоса и фортепиано (1952)
- Inaktelki nóták, Pápainé (1953)
- Mátraszentimrei dalok, Éjszaka (Night), Reggel (Morning) (1955)
- Aventures (1962)
- Nouvelles Aventures (1962-65)
- Requiem для сопрано и меццо-сопрано соло, смешанного хора и оркестра (1963-65)
- Lux Aeterna для 16 солирующих голосов (1966)
- Clocks and Clouds для 12 женских голосов (1973)
- Nonsense madrigals для 6 мужских голосов (1988—1993)
- Síppal, dobbal, nádihegedűvel (With Pipes, Drums, Fiddles) (2000)

### Камерно-инструментальная музыка
- Соната для виолончели соло (1948/1953)
- Andante and Allegro для струнного квартета (1950)
- «Баллада и танец» (рум. Baladă şi joc) для двух скрипок (1950)
- Шесть багателей для квинтета духовых (1953)
- Струнный квартет № 1 Métamorphoses nocturnes (1953-54)
- Струнный квартет № 2 (1968)
- Десять пьес для квинтета духовых (1968)
- Трио для скрипки, валторны и фортепиано (1982)
- Hommage à Hilding Rosenberg для скрипки и виолончели (1982)
- Соната для альта соло (1991-94)

### Фортепианные произведения
- Induló (Марш) в 4 руки (1942)
- Polifón etüd (Полифонический этюд) в 4 руки (1943)
- Allegro в 4 руки (1943)
- Capriccio № 1 и № 2 (1947)
- Invention (1948)
- Három lakodalmi tánc (Три свадебных танца) в 4 руки (1950)
  - (I. A kapuban a szeker, II. Hopp ide tisztan, III. Csango forgos)
- Sonatina в 4 руки (1950)
- Musica ricercata (1951—1953)
- Trois Bagatelles (1961)
- Three Pieces for Two Pianos (1976)
  - (I. Monument, II. Selbstportrait mit Reich und Riley (und Chopin ist auch dabei), III. In zart fliessender Bewegung)
- Études pour piano, Book 1, шесть этюдов (1985)
- Études pour piano, Book 2, восемь этюдов (1988-94)
- Études pour piano, Book 3, четыре этюда (1995—2001)

### Органные произведения
- Ricercare — Omaggio a Girolamo Frescobaldi (1951)
- Volumina (1961-62, revised 1966)
- Two Studies for Organ (Coulée, Harmonies, 1967, 1969)

### Произведения для клавесина
- Continuum (1968)
- Passacaglia ungherese (1978)
- Hungarian Rock (Chaconne) (1978)

### Электронная музыка
- Glissandi, electronic music (1957)
- Artikulation, electronic music (1958)

### Музыка для метрономов
- Симфоническая поэма для 100 метрономов (1962)